# Mustapha Harun
Mustapha Harun, né le 31 juillet 1918 à Kudat et mort le 2 janvier 1995 à Kota Kinabalu, est un homme politique malais qui est le premier Gouverneur de Sabah entre 1963 et 1965 et le troisième Ministre en chef de Sabah entre 1967 et 1975.